# ISport International
iSport International – brytyjski zespół startujący w wyścigach samochodowych, którego właścicielem jest Paul Jackson. W latach 2005–2012 startował w serii GP2, a w latach 2008–2011 w azjatyckiej serii GP2. Obecnie, po wycowaniu się z serii GP2 w 2012 roku, zespół nie startuje w żadnych seriach wyścigowych. W 2014 roku ekipa powróciła do serii GP2 obsługując rosyjski zespół Russian Time.

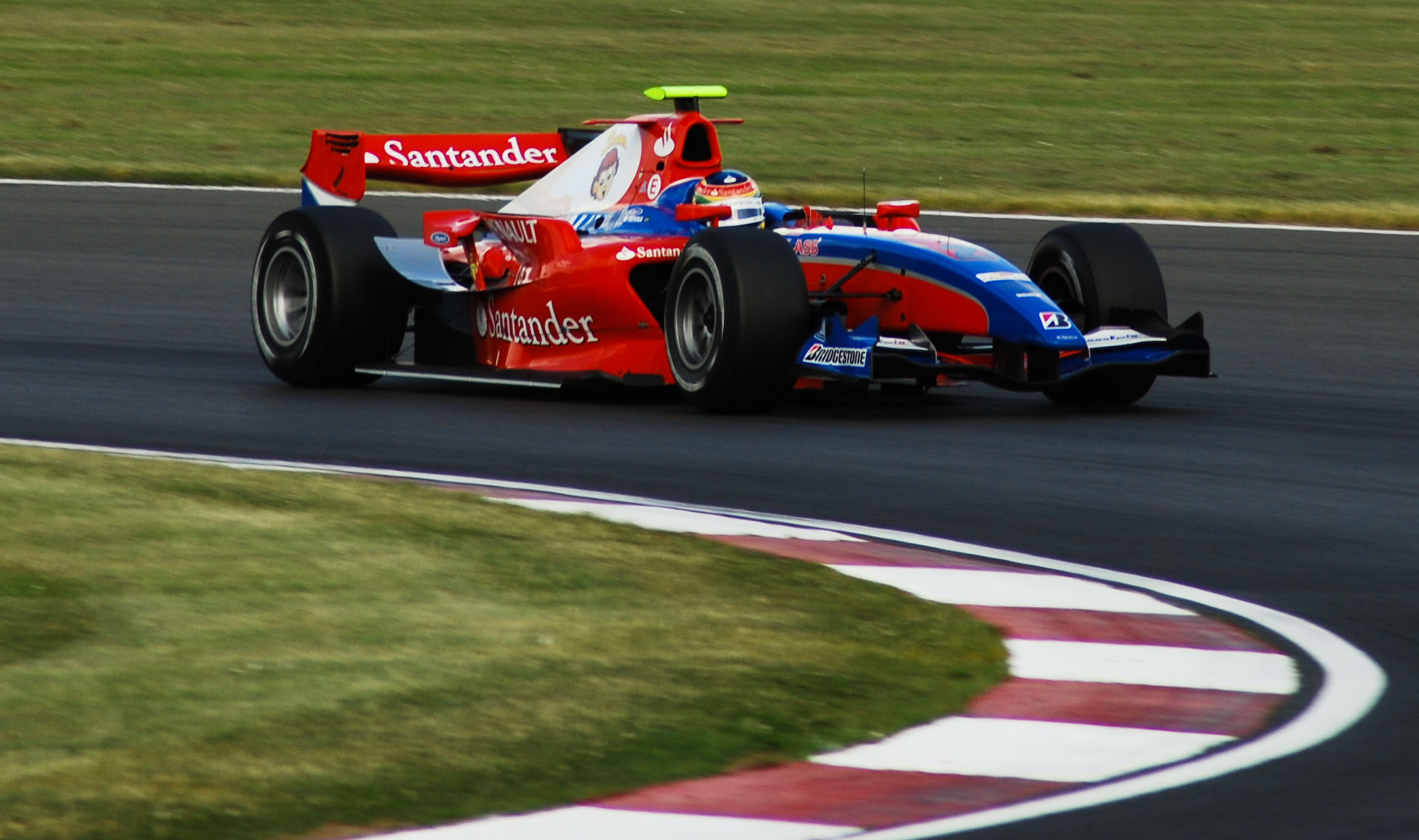
Bruno Senna w bolidzie iSport International na torze Silverstone w trakcie 2008

## Starty

### Seria GP2
| Rok  | Bolid              | Kierowcy            | Wyścigi | Wygrane | PP | NO | Pkt  | M.K. | M.Z. |
| ---- | ------------------ | ------------------- | ------- | ------- | -- | -- | ---- | ---- | ---- |
| 2005 | Dallara-Mecachrome | Scott Speed         | 23      | 0       | 1  | 5  | 57,5 | 3    | 4    |
| 2005 | Dallara-Mecachrome | Can Artam           | 23      | 0       | 0  | 0  | 2    | 22   | 4    |
| 2006 | Dallara-Mecachrome | Ernesto Viso        | 21      | 2       | 0  | 1  | 42   | 6    | 3    |
| 2006 | Dallara-Mecachrome | Tristan Gommendy    | 9       | 0       | 0  | 0  | 6    | 20   | 3    |
| 2006 | Dallara-Mecachrome | Timo Glock          | 12      | 2       | 0  | 1  | 58   | 4    | 3    |
| 2007 | Dallara-Mecachrome | Timo Glock          | 21      | 5       | 4  | 4  | 92   | 1    | 1    |
| 2007 | Dallara-Mecachrome | Andreas Zuber       | 21      | 1       | 1  | 2  | 30   | 9    | 1    |
| 2008 | Dallara-Mecachrome | Karun Chandhok      | 20      | 1       | 0  | 0  | 31   | 10   | 2    |
| 2008 | Dallara-Mecachrome | Bruno Senna         | 20      | 2       | 3  | 1  | 64   | 2    | 2    |
| 2009 | Dallara-Mecachrome | Giedo van der Garde | 20      | 3       | 0  | 0  | 34   | 7    | 5    |
| 2009 | Dallara-Mecachrome | Diego Nunes         | 20      | 0       | 0  | 0  | 8    | 20   | 5    |
| 2010 | Dallara-Mecachrome | Oliver Turvey       | 20      | 0       | 1  | 0  | 47   | 6    | 5    |
| 2010 | Dallara-Mecachrome | Davide Valsecchi    | 20      | 1       | 1  | 0  | 31   | 8    | 5    |
| 2011 | Dallara-Mecachrome | Sam Bird            | 20      | 0       | 1  | 1  | 45   | 6    | 4    |
| 2011 | Dallara-Mecachrome | Marcus Ericsson     | 20      | 0       | 0  | 0  | 25   | 10   | 4    |
| 2012 | Dallara-Mecachrome | Marcus Ericsson     | 24      | 1       | 0  | 0  | 124  | 8    | 6    |
| 2012 | Dallara-Mecachrome | Jolyon Palmer       | 24      | 1       | 0  | 0  | 78   | 11   | 6    |

W 2014 roku ekipa obsługuje rosyjski zespół Russian Time.

### Azjatycka seria GP2
| Rok       | Bolid              | Kierowcy            | Wyścigi | Wygrane | PP | NO | Pkt | M.K. | M.Z. |
| --------- | ------------------ | ------------------- | ------- | ------- | -- | -- | --- | ---- | ---- |
| 2008      | Dallara-Mecachrome | Karun Chandhok      | 10      | 0       | 0  | 0  | 7   | 13   | 5    |
| 2008      | Dallara-Mecachrome | Bruno Senna         | 10      | 0       | 0  | 3  | 23  | 5    | 5    |
| 2008/2009 | Dallara-Mecachrome | Giedo van der Garde | 11      | 0       | 0  | 0  | 11  | 12   | 8    |
| 2008/2009 | Dallara-Mecachrome | Hamad Al Fardan     | 11      | 0       | 0  | 0  | 2   | 20   | 8    |
| 2009/2010 | Dallara-Mecachrome | Oliver Turvey       | 8       | 1       | 0  | 0  | 17  | 6    | 1    |
| 2009/2010 | Dallara-Mecachrome | Davide Valsecchi    | 8       | 3       | 1  | 4  | 56  | 1    | 1    |
| 2011      | Dallara-Mecachrome | Marcus Ericsson     | 4       | 0       | 0  | 0  | 9   | 6    | 5    |
| 2011      | Dallara-Mecachrome | Sam Bird            | 4       | 0       | 0  | 0  | 2   | 12   | 5    |